# Taggsjögurka
Taggsjögurka (Echinocucumis hispida) är en sjögurkeart som först beskrevs av Barret 1857. Enligt Catalogue of Life ingår Taggsjögurka i släktet Echinocucumis och familjen korvsjögurkor, men enligt Dyntaxa är tillhörigheten istället släktet Echinocucumis och familjen krumsjögurkor. Det är osäkert om arten förekommer i Sverige. Inga underarter finns listade i Catalogue of Life.